# 吉村絵美留
吉村 絵美留（よしむら えみいる、1949年 - ）は、日本の絵画修復家である。

## 概要
1949年に洋画家の吉村明峰の長男として、東京都千代田区の麹町で生まれた。画家の吉村美令由は実姉。1966年に國學院久我山高等学校を卒業し、1968年に国立西洋美術館に勤務していた修復家の黒江光彦に師事する。
2021年に1億人の大質問!?笑ってコラえて!へ出演した。

## 携わった作品
- 『明日の神話』（岡本太郎）

## 著書
- 『岡本太郎「明日の神話」修復960日間の記録』（青春出版社、2006年）ISBN 4-413-03606-9